# محمد در فرهنگ غرب

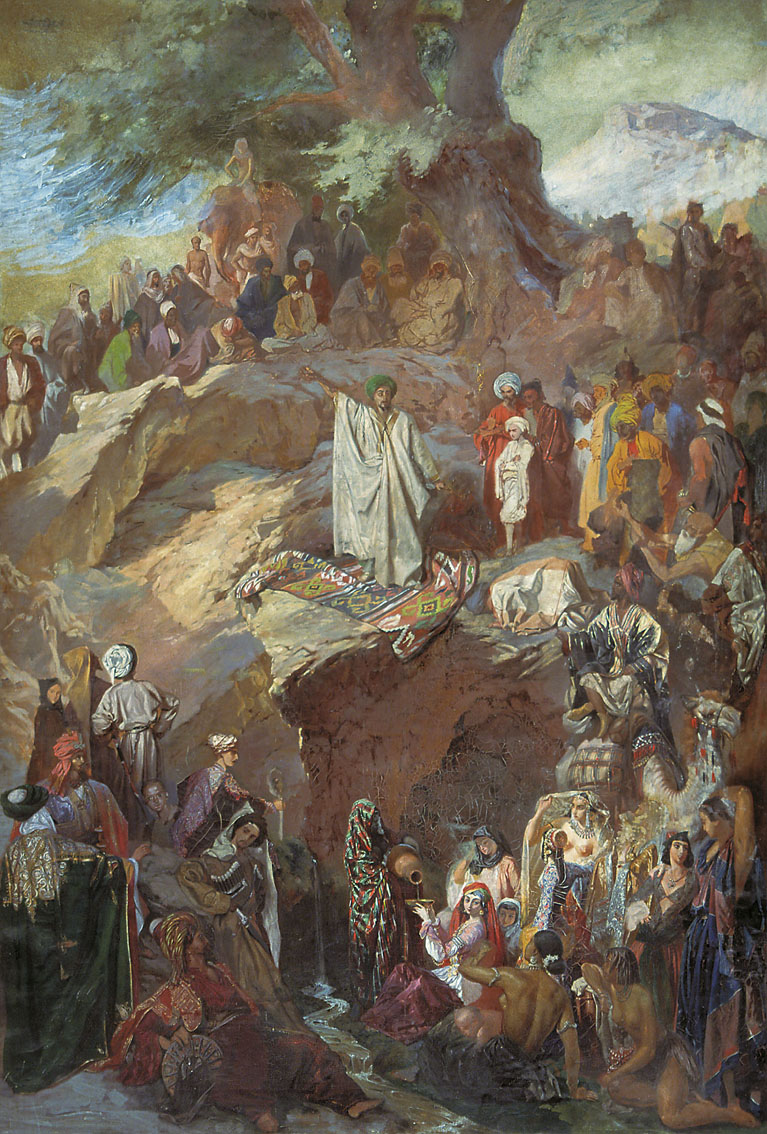
«موعظه محمد» توسط گریگوری گاگارین (۱۸۴۰–۱۸۵۰) یک نقاشی روسی از مؤسس آیین اسلام.

در قرون وسطی مسیحیان جدلی از قبیل ریکلدو دا مونت دی کروچه محمد را به عنوان یک شخصیت فریبکار و شیطانی تصویر کرده اند. در قرن 18 مستشرقانی چون آدریان رلاند با نظر بیطرفانه تری زندگی محمد را ارزیابی کردند. این تغییر با ترجمه جورج سیل، مستشرق بریتانیایی، از قرآن بیشتر نمایان شد. در طول قرن 18 و اوایل قرن 19 اندیشه فریبکاری محمد، در آثاری چون «درباره قهرمان» توماس کارلایل ، تا حد زیادی کمرنگ شد. این تغییر دیدگاه با آغاز مطالعات مدرن در قرن 19  در آثاری چون «محمد چه چیزی از یهودیت به عاریت گرفت؟» اثر آبراهام گایگر و «تاریخ قرآن» اثر  تئودور نلدکه نمایان شد. مفهوم سازی مجدد محمد از یک بدعت گذارِ فریبکار به یک مشتاق صادق، راه را برای مطالعه علمی جدید به محمد به عنوان یک قهرمان تاریخی و به قرآن به عنوان سند مهم تجربه دینی بشر هموار کرد.

## تاریخچه
در قرون وسطی، قشر عالم مسیحی آگاه به زبان لاتین در غرب از جزئیات زندگی‌نامه محمد پیامبر اسلام تا حد خوبی آگاه بودند. این گروه این اطلاعات را به گونه‌ای تفسیر می‌کردند که محمد را شارلاتان جاه‌طلب و قدرت‌دوستی به تصویر می‌کشید که شرقیون را تحت عنوان مذهب تحت تسلیم خودش درآورده بود. کتبی که برای عامه مردم نوشته می‌شدند بازتاب‌کننده همین‌قدر اطلاعات در دسترس علمای مسیحی، نیز نبوده، و محمد را به شکل یک بت یا یکی از معبودهای بت پرستان به تصویر می‌کشیدند. آلفورد ولش، «محمد»، دانشنامه اسلام. برخی از مسیحیان سال درگذشت محمد را از ۶۳۲ به ۶۶۶ میلادی تغییر داده بودند که اشاره‌ای به عدد وحش داشت. گروهی دیگر نام او را از محمد به محوند (که به معنی «شیطان تجسم پیدا کرده» است) تغییر داده بودند. به گفته برنارد لوئیس، «تکامل مفهوم محوند از اینجا شروع شد که محمّد را نوعی دیو یا خدای باطل در نظر می‌گرفتند که به همراه اپولیون (به معنای نابودکننده) و ترمگانت در یک تثلیث نامقدس پرستیده می‌شد.» اثر دیگری در قرون وسطی به نام لیور دو ترسر محمد را راهب و کشیش مسیحی سابقی معرفی می‌کند. دانته در کمدی الهی‌اش (سرود بیست‌وهشتم) محمد و علی را در جهنم در میان آنان که در دین اختلاف و شعبه افکنی می‌کنند قرار داده، و آن‌ها را در حال دریده شدن مکرر توسط شیاطین به تصویر کشید.
پس از اصلاحات پروتستانی تصور غرب از محمد به عنوان بت یا خدایی که توسط مسلمانان پرستیده می‌شود تغییر کرده، و در نگاه عمومی آنان به شخص متقلب، مکار و خودخواهی تبدیل شد.
گایلوم پاستل از جمله اولین کسانی بود که دید مثبت تری نسبت به محمد را ارائه کرد. پس از او بولین ویلیرز محمد را رهبر سیاسی بااستعداد و قانون گذاری عادل توصیف کرد. گوتفرید لایبنیتس محمّد را به دلیل عدم انحرافش از دین طبیعی ستود. توصیف فردریش بادنستت از محمد، تخریبگر شوم و پیامبر آدم‌کشی بود. نوشته‌های غربی متأخرتر، از قرن ۱۸ به بعد، به تدریج فاصله خویش را از تاریخ مجادله گونه‌ای که توسط نویسندگان مسیحی قبل از آن‌ها نوشته شده بود، زیاد کردند. این تحلیل‌های تاریخی تر از محمد، که عموماً پیامبری محمد را رد می‌کردند، آغشته به فلسفه غربی و تأثیر پذیرفته از الهیاتی بود که نویسندگان این اثرها به آن‌ها باور داشتند. بسیاری از این مطالعات بر پایه تحقیقات تاریخی زیادی بنا شده، و توجه بیشتری به عوامل انسانی، تاریخی، اقتصادی و سیاسی در مقایسه با عوامل مذهبی، الهی یا روحانی داشتند.
محمد، دانشنامه بریتانیکا تنها در نیمه دوم قرن بیستم میلادی، نویسندگان غربی آگاهی بیشتری از اهمیت واقعیت‌های مذهبی و روحی که در زندگی بنیان‌گذاران مذاهب عمده دنیا وجود دارد بدست آورده، و موفق به ترکیب پژوهش دقیق (آنگونه که در غرب فهمیده می‌شود) به همراه یکدلی با موضوعی که آن را بررسی می‌کنند شدند. بگفته ویلیام مونتگمری وات و ریچارد بل، نویسنده‌های معاصر عموماً این نظر را که محمد عمداً پیروانش را فریب داده را رد کرده، و معتقد به صداقت کامل و حسن نیت او هستند. در نظر مونتگمری وات صداقت کامل البته لزوماً درستی را ایجاب نمی‌کند: محمد ممکن است آنچه در ضمیر ناخودآگاهش بوده را با وحی الهی اشتباه گرفته باشد. اگر چه تصویر محمد در مقایسه با گذشته بسیار مثبت تر شده، ولی اعتقادات تبعیض آمیزانه قدیمی در بین عامه مردم باقی مانده‌اند.
به باور مونتگمری وات دیدن محمد به‌عنوان متقلبی خودپرست، درک ظهور و توسعه اسلام را ناممکن می‌سازد.
به گفته آلفورد ولش دلیل تأثیر زیاد محمد و موفقیت او باور خدشه‌ناپذیر او به مأموریتش بود. آمادگی او برای تحمل مشقت‌ها جهت رسیدن به هدفش، زمانی که هیچ توجیه عقلانی برای امیدواری وجود نداشت، صداقت او را نشان می‌دهد.

## عناوین کتب منتشر شده در اروپا دربارهٔ محمد
1. محمد پیغمبری که از نو باید شناخت، کتابی از کنستانتین ویرژیل گئورگیو
2. آیات شیطانی، کتابی از سلمان رشدی